# Вриеннии
Вриеннии (греч. Βρυέννιος) — византийский знатный род, члены которого занимали высшие военные государственные должности в XI веке. Происхождение названия рода неизвестно. Первые Вриеннии стали известны в X веке. Расцвет династии приходится на XI—XII века, когда один из её представителей породнился с правящим родом Комнинов. До XIV века Вриеннии пропадают из поля зрения историков.

## Известные представители
- Алексей Вриенний — великий дука 1156 года;
- Иосиф Вриенний (Иосиф Бриенский) — византийский монах и писатель;
- Никифор Вриенний (этнарх) — византийский военачальник;
- Никифор Вриенний Старший — сын предыдущего, военачальник и узурпатор;
- Никифор Вриенний Младший — внук предыдущего, военачальник и муж Анны Комнины.